# وزارة المالية (إستونيا)
وزارة المالية هي الإدارة الحكومية الإستونية المسؤولة عن تنفيذ السياسات الضريبية والمالية والضريبية وتحديد الأهداف الاقتصادية.
الوزير الحالي هو مارت فوركلايف، وذلك منذ 17 أبريل 2023.

## مجالات عمل الوزارة
- تخطيط وتنفيذ السياسة المالية للدولة
- تخطيط السياسة الضريبية والجمركية، والحفاظ على نظام ضريبي مستقر
- التحليل الاقتصادي والتنبؤات الاقتصادية
- تطوير الخدمة العامة
- مراجعة طلبات الحصول على تصاريح المساعدات التي تمنحها الدولة للأعمال التجارية ( مساعدات الدولة ) وتقديم المشورة للجهات المانحة للمساعدات؛
- تقديم المشورة للموردين ومقدمي العطاءات بشأن تنفيذ المشتريات العامة والإشراف على المشتريات العامة[2]
- جمع الإحصاءات الوطنية
- تنظيم وتنسيق تنفيذ نظام الرقابة الداخلية الحكومي والأنشطة المهنية للمدققين الداخليين
- محاسبة الدولة
- تخصيص الأصول والالتزامات المالية للدولة، والمساعدات الخارجية والقروض الممنوحة للدولة
- تنسيق المساعدات المتاحة لإستونيا
- السياسة المالية والتأمينية
- تخطيط وتنسيق السياسة العقارية والمشاركة في الدولة.

## أنظر أيضا
- وزير المالية (اليابان)

## روابط خارجية
- وزارة المالية